# CA 리버 플레이트
클루브 아틀레티코 리버 플레이트(Club Atlético River Plate)는 아르헨티나의 수도 부에노스아이레스를 근거지로 하는 프로축구 팀이다. 팀의 이름은 연고지 부에노스 아이레스를 흐르는 라플라타강(Río de La Plata)의 영어식 이름 리버 플레이트(River Plate)에서 유래한 것이며 홈 경기장은 부에노스 아이레스의 누녜스(Nuñez) 지구에 있는 안토니오 베스푸시오 리베르티 기념 경기장(Estadio Monumental Antonio Vespucio Liberti)이다. 흔히 엘 모누멘탈(El Monumental)이라는 애칭으로 불린다.
부에노스아이레스에 근거를 둔 보카 주니어스와 오랜 라이벌인데 이들의 경기는 수페르클라시코(El Superclásico)라 불리며 세계에서 가장 격렬한 더비 경기 중 하나로 손꼽히고 2011년 역사상 처음으로 강등 되었다.

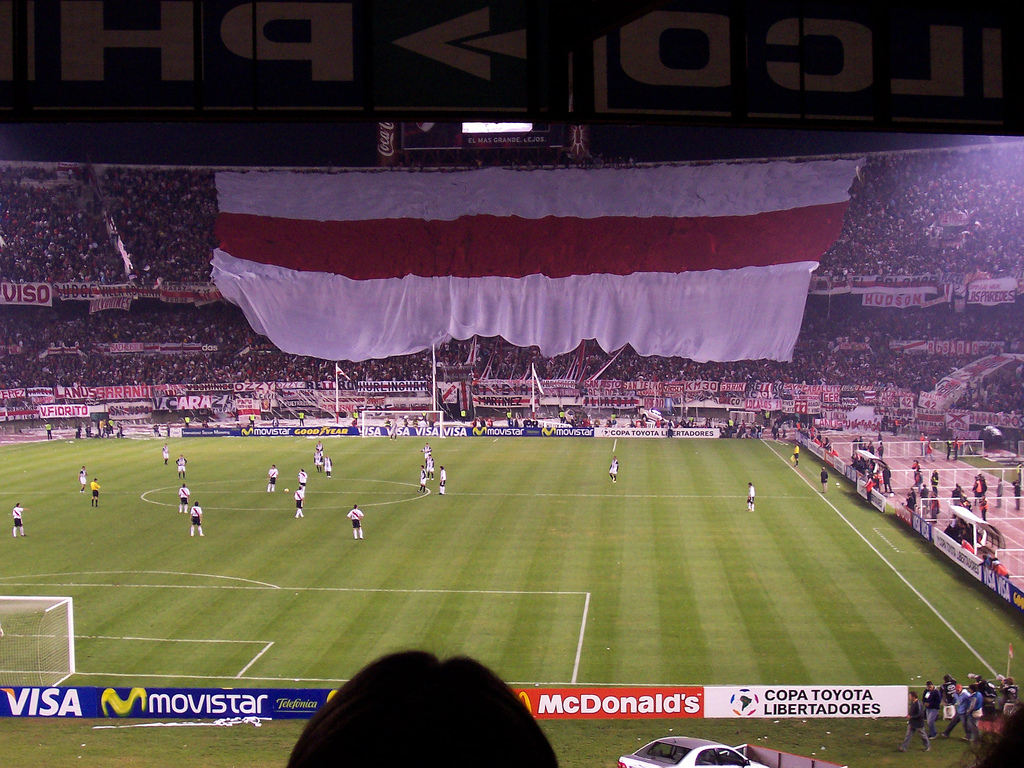
코파 리베르타도레스 경기가 열린 엘 모누멘탈 경기장 모습

## 별명
서포터나 언론 매체에서는 '백만장자'의 뜻을 가진 로스 미쇼나리오스(los Millonarios)라고 부른다. 리베르 플라테의 라이벌 보카 서포터들은 경멸적으로 '암탉'이라는 뜻을 가진 가시나스(gallinas) 라고도 부르는데 리버 플레이트 서포터들은 물리적 충돌을 두려워 하며 리버가 잘 나갈 때에만 응원하고 부진할 때는 외면 한다고 생각하기 때문이다. 하지만 리버 플레이트 팬들이 그 별명을 꼭 싫어하는 것은 아난데 종종 골을 넣어달라고 응원할 때 Ponga huevo!(알을 낳아라!)라 외치곤 한다.
1941년부터 1945년까지 공격적인 축구로 아르헨티나 리그를 석권할 당시에는 '기계'라는 뜻을 가진 라 마키나(La Máquina) 라고 불렸다. 1996년부터 1997년까지 마르셀로 가야르도, 후안 파블로 앙헬, 아리엘 오르테가, 에르난 크레스포, 후안 파블로 소린이 활약하던 시절에도 막강한 공격력을 칭찬하여 '작은 기계'라는 뜻으로 라 마키니타(La Maquinita)라고 불렀다. 현재에도 그 막강한 화력은 여전하며 그 중심에는 로헬리오 푸네스 모리가 있다.

## 우승 기록
- 리버 플레이트는 아르헨티나 프리메라 디비시온에서 가장 많은 우승컵을 차지한 팀이다.

#### 아마추어: 1회
- 1908년 - 2부 리그 (Segunda División)
- 1920년 - 선수권(Campeonato)

#### 프리메라 디비시온: 35회
| - 1932년 - 선수권(Campeonato) - 1936년 - 선수권(Campeonato) - 1936년 - 코파금(Copa de Oro) - 1937년 - 선수권(Campeonato) - 1941년 - 선수권(Campeonato) - 1942년 - 선수권(Campeonato) - 1945년 - 선수권(Campeonato) - 1947년 - 선수권(Campeonato) - 1952년 - 선수권(Campeonato) - 1953년 - 선수권(Campeonato) - 1955년 - 선수권(Campeonato) - 1956년 - 선수권(Campeonato) - 1957년 - 선수권(Campeonato) - 1975년 - 메트로폴리타노(Metropolitano) - 1975년 - 나시오날(Nacional) - 1977년 - 메트로폴리타노(Metropolitano) - 1979년 - 메트로폴리타노(Metropolitano) - 1979년 - 나시오날(Nacional) | - 1980년 - 메트로폴리타노(Metropolitano) - 1981년 - 나시오날(Nacional) - 1985/86년 - 캄페오나토(Campeonato) - 1989/90년 - 캄페오나토(Campeonato) - 1991년 - 아페르투라(Apertura) - 1993년 - 아페르투라(Apertura) - 1994년 - 아페르투라(Apertura) - 1996년 - 아페르투라(Apertura) - 1997년 - 클라우수라(Clausura) - 1997년 - 아페르투라(Apertura) - 1999년 - 아페르투라(Apertura) - 2000년 - 클라우수라(Clausura) - 2002년 - 클라우수라(Clausura) - 2003년 - 클라우수라(Clausura) - 2004년 - 클라우수라(Clausura) - 2008년 - 클라우수라(Clausura) - 2014년 - 클라우수라(Clausura) |

#### 국제 대회: 16회
- 코파 리베르타도레스 (4회) : 1986년, 1996년, 2015년, 2018년
- 수페르코파 수다메리카나 (1회) : 1997년
- 인터콘티넨털컵 (1회) : 1986년
- 코파 인테라메리카나 (1회) : 1987년
- 코파 수다메리카나 (1회) : 2014년
- 레코파 수다메리카나 (2회) : 2015년, 2016년
- J리그컵 / 코파 수다메리카나 챔피언십 (1회) : 2015년
- 코파 알다오 (5회) : 1936년, 1937년, 1941년, 1945년, 1947년

## 선수

### 현재 선수 명단
2025년 1월 4일 기준, 국내대회 선수 명단

참고: FIFA 자격 규정에 따라 소속된 국가대표팀 국기를 표시합니다. 선수는 복수의 FIFA 비회원국 국적을 가지고 있을 수 있습니다.
| 번호 | 포지션 | 국적 | 이름                     |
| ---- | ------ | ---- | ------------------------ |
| 1    | GK     |      | 프랑코 아르마니          |
| 4    | DF     |      | 곤살로 몬티엘            |
| 5    | MF     |      | 마티아스 크라네비테르    |
| 6    | DF     |      | 저먼 페첼라              |
| 8    | MF     |      | 막시밀리아노 메자        |
| 13   | DF     |      | 라우타로 리베로          |
| 14   | DF     |      | 레안드로 곤살레스 피레스 |
| 16   | DF     |      | 파브리시오 부스토스      |
| 17   | DF     |      | 파울로 디아스            |
| 18   | MF     |      | 곤살로 마르티네스        |
| 19   | FW     |      | 곤살로 타피아            |
| 21   | DF     |      | 마르코스 아쿠냐          |

| 번호 | 포지션 | 국적     | 이름                  |
| ---- | ------ | -------- | --------------------- |
| 22   | MF     | 콜롬비아 | 케빈 카스타뇨         |
| 24   | MF     |          | 엔소 페레스           |
| 26   | MF     |          | 이그나치오 페르난데즈 |
| 29   | MF     |          | 로드리고 알리엔드로   |
| 31   | MF     |          | 산티아고 시몬         |
| 32   | FW     |          | 아구스틴 루베르토     |
| 34   | MF     |          | 줄리아노 갈로포       |
| 38   | FW     |          | 이안 수비아브레       |

### 임대 선수 명단
2023년 11월 6일 기준

참고: FIFA 자격 규정에 따라 소속된 국가대표팀 국기를 표시합니다. 선수는 복수의 FIFA 비회원국 국적을 가지고 있을 수 있습니다.
| 번호 | 포지션 | 국적 | 이름                                                 |
| ---- | ------ | ---- | ---------------------------------------------------- |
| —    | DF     |      | 가브리엘 로에스치보르 (→ CS 인데펜디엔테 리바다비아) |
| —    | DF     |      | 호세 산 로만 (→ CA 티그레)                           |
| —    | DF     |      | 에르난 리요 (→ CA 타예레스)                          |
| —    | DF     |      | 마르틴 쿠르체트 (→ CA 알도시비)                      |
| —    | MF     |      | 막시 올리바 (→ CA 티그레)                            |
| —    | MF     |      | 레네 리마 (→ 아르헨티노스 주니어스)                  |
| —    | MF     |      | 에우제니오 클레인 (→ CD 모타과)                      |
| —    | MF     |      | 산티아고 알로이 (→ CA 벨그라노)                      |

| 번호 | 포지션 | 국적   | 이름                                                      |
| ---- | ------ | ------ | --------------------------------------------------------- |
| —    | MF     |        | 마티아스 디아스 (→ 산마르틴 산후안)                       |
| —    | MF     |        | 디에고 카르도소 (→ 인스티투토 아틀레티코 센트랄 코르도바) |
| —    | DF     | 아이티 | 후델린 아베스카 (→ CS 인데펜디엔테 리바다비아)            |
| —    | FW     |        | 곤살로 루두에냐 (→ 우니베르시다드 산 마르틴 데 포레스)    |
| —    | FW     |        | 곤살로 아반 (→ 페로 카릴 오에스테)                        |
| —    | MF     |        | 세바스티안 스키오릴리 (→ 차카리타 주니어스)               |
| —    | DF     |        | 에마누엘 마르티네스 (→ 페로 카릴 오에스테)                |
| —    | MF     |        | 아구스토 페르난데스 (→ AS 생테티엔)                       |

## 역대 감독
| 감독                 | 임기      |
| -------------------- | --------- |
| 레나토 체사리니      | 1939~1944 |
| 카를로스 페우셀레    | 1945~1946 |
| 카를로스 페우셀레    | 1966      |
| 앙헬 라브루나        | 1968~1970 |
| 지지                 | 1971      |
| 앙헬 라브루나        | 1975~1981 |
| 알프레도 디 스테파노 | 1981~1982 |
| 루이스 쿠비야        | 1984      |
| 세사르 루이스 메노티 | 1988      |
| 다니엘 파사레야      | 1989~1994 |
| 아메리코 가예고      | 1994      |
| 라몬 디아스          | 1995~2000 |
| 아메리코 가예고      | 2000~2001 |
| 마누엘 펠레그리니    | 2002~2003 |
| 파블로 벤고에체아    | 2005~2006 |
| 다니엘 파사레야      | 2006~2007 |
| 디에고 시메오네      | 2007~2008 |
| 네스토르 고로시토    | 2009      |
| 마티아스 알메이다    | 2011~2012 |
| 라몬 디아스          | 2012~2014 |
| 마르틴 데미첼리스    | 2022~2024 |
| 마르셀로 가야르도    | 2024 ~    |